# Titus Brandsma Instituut
Het Titus Brandsma Instituut is een wetenschappelijk onderzoeksinstituut met internationale en interdisciplinaire oriëntatie dat gericht is op de studie van christelijke mystiek en spiritualiteit. Het instituut is gevestigd in Nijmegen en werd in 1968 opgericht door het College van Bestuur van de Radboud Universiteit Nijmegen en de Nederlandse Karmel (o.carm). De naam van het instituut verwijst naar professor Titus Brandsma o.carm, hoogleraar filosofie van de toenmalige Katholieke Universiteit Nijmegen, die grote belangstelling had voor mystiek.
Eigen aan het instituut is de combinatie van wetenschappelijk onderzoek op internationaal niveau enerzijds en vormingsactiviteiten voor het grote publiek. 
Het Titus Brandsma Instituut telt 23 stafleden en is interdisciplinair georiënteerd: Filosofie, theologie, geschiedenis, kunstgeschiedenis, psychologie - dit zijn de disciplines die in de wetenschappelijke staf vertegenwoordigd zijn. 
Het instituut biedt een opleiding gericht op de verdieping van kennis in de spiritualiteit gerelateerd aan alledaagse en professionele praktijken, de School voor Spiritualiteit.
Sinds 1993 organiseert het Instituut jaarlijks de Titus Brandsma Lezing.